# Cassina Rizzardi
Cassina Rizzardi é uma comuna italiana da região da Lombardia, província de Como, com cerca de 2.369 habitantes. Estende-se por uma área de 3 km², tendo uma densidade populacional de 790 hab/km². Faz fronteira com Bulgarograsso, Fino Mornasco, Guanzate, Luisago, Villa Guardia.

## Demografia
| Variação demográfica do município entre 1861 e 2011                               |
|                                                                                   |
| Fonte: Istituto Nazionale di Statistica (ISTAT) - Elaboração gráfica da Wikipedia |